# Nickel City Opera

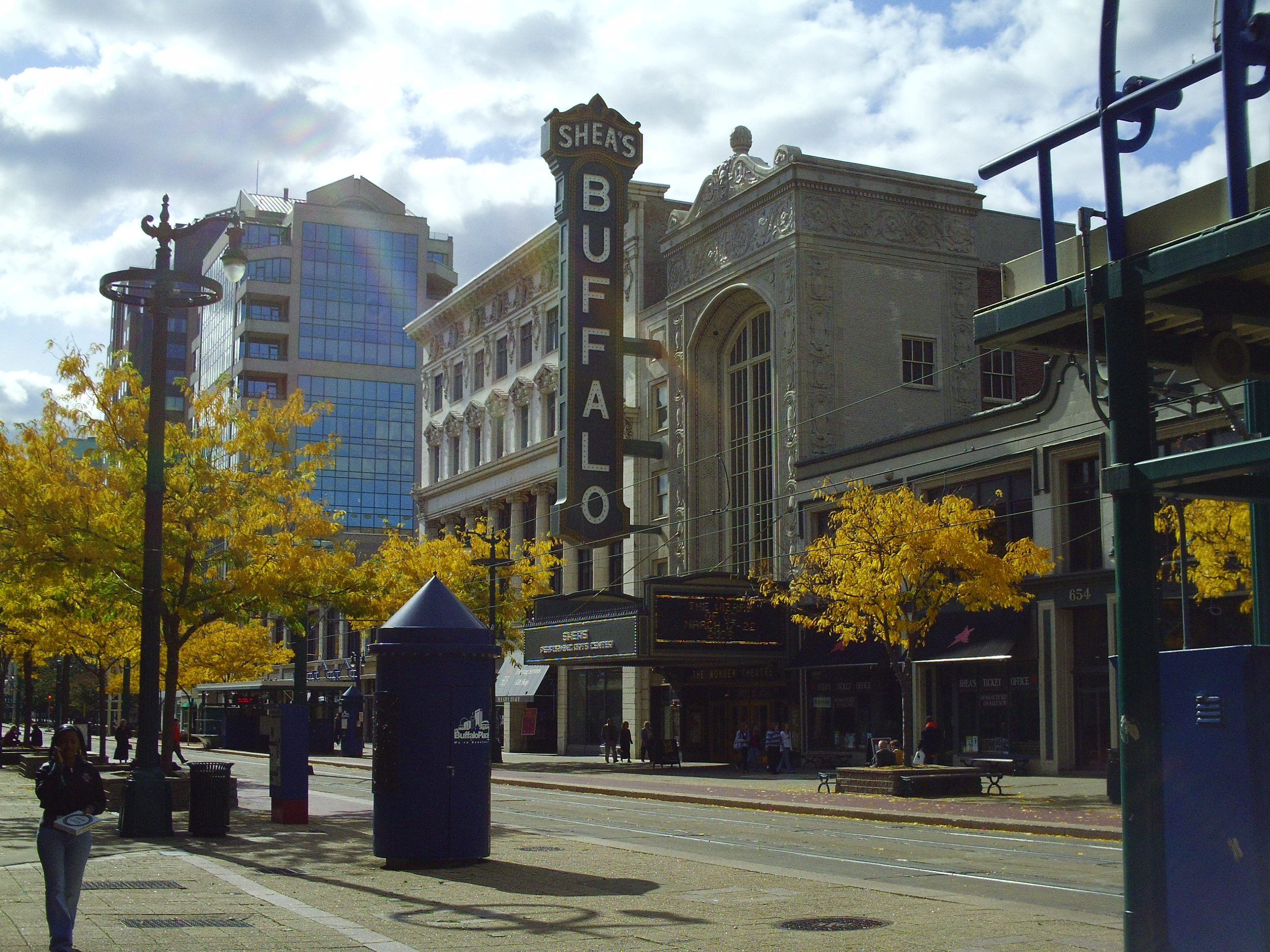
Shea's Performing Arts Center em Buffalo, sala principal de la Nickel City Opera

A Nickel City Opera (também conhecida como NC Opera Buffalo e NCO) é uma companhia de ópera americana de nível internacional, sediada em Buffalo, Nova Iorque, residente no Shea's Performing Arts Center, situado no Buffalo Theatre District, na baixa de Buffalo. Atualmente, a Nickel City Opera é uma das principais companhias de ópera dos EUA e, com a sua sala principal, o Shea's Performing Arts Center, dispondo de mais de 3 000 lugares, é uma das maiores casas de ópera a nível mundial. A NCO colabora com a Orquestra Filarmônica de Buffalo. O diretor musical da companhia foi Matthias Manasi de 2017 a 2021.
A Nickel City Opera foi fundada em 2004 por Valerian Ruminski e tem encomendado óperas e encenado estreias mundiais de obras notáveis. A NCO produz uma vasta gama de obras, desde o Barroco do século XVIII e o Bel canto do século XIX até ao Minimalismo do século XX e às óperas contemporâneas dos séculos XX e XXI. Estas óperas são apresentadas em produções encenadas que variam em estilo, desde aquelas com decorações tradicionais elaboradas, até outras que apresentam designs 
conceituais modernos.
A NCO encontra-se sediada no Shea's Performing Arts Center (3.019 lugares), uma casa de ópera
que foi projetada pela conhecida firma de Chicago, Rapp and Rapp. A casa de ópera foi modelada no estilo das casa de ópera europeias e decorada numa combinação dos estilos barroco e rococó francês e espanhol. O design interior foi concebido pelo designer e artista de renome mundial Louis Comfort Tiffany, e a maioria dos elementos ainda hoje se encontra no local. Originalmente, havia cerca de 4.000 lugares sentados, mas na década de 1930 o número de lugares foi reduzido para o atual número de 3.019 lugares. Por último, mas não menos importante, para aumentar o lugar para a orquestra, aumentando o tamanho do fosso da orquestra.

## História
A NCO foi fundado em 2004 e produziu O Barbeiro de Sevilha, de Gioachino Rossini, a sua primeira ópera em junho de 2009 no Teatro Riviera. No ano seguinte, 2010, foi produzida a  ópera Rigoletto de Giuseppe Verdi.
A NCO tem atualmente um repertório de mais de 30 óperas e encenou produções como Il trovatore, La Bohème, Don Pasquale, Rigoletto, Tosca, Il tabarro, Der Schauspieldirektor, L'elisir d'amore, Le Nozze di Figaro, La traviata, Il barbiere di Siviglia, Amahl and the Night Visitors de Gian Carlo Menotti e The Music Shop de Richard Wargo.
Cantores como Adam Klein, Eric Fennell, Victoria Livengood, Elizabeth Blancke-Biggs,Eduardo Villa, Ray Chenez, James Wright, John Packard, Zulimar López-Hernández, Marc Freiman,  Michele Capalbo David MacAdam e Marieterese Magisano, atuaram nas produções da NCO.
Em 2011, como evento cultural especial, a NCO apresentou uma produção de Il tabarro de Giacomo Puccini, dirigida por 
Henry Akina, a bordo do USS The Sullivans (DD-537), um Contratorpedeiro da classe Fletcher da Marinha dos Estados Unidos desativado, um dos marcos de Buffalo, que serve de navio-museu e está ancorado no Buffalo and Erie County Naval & Military Park. O USS The Sullivans (DD-537) foi parte integrante da encenação.
Com a temporada 2016/17, Matthias Manasi assumiu a direção musical da Nickel City Opera e foi nomeado novo diretor musical e maestro principal. Durante a pandemia da COVID-19, a NCO viu-se impossibilitada em produzir óperas no Shea's Performing Arts Center a partir de março de 2020. Uma produção de Aida, de Verdi, planeada para 7 a 29 de agosto de 2021 no Artpark, no Earl W. Brydges Artpark State Park, foi cancelada devido às restrições impostas pela pandemia de COVID-19.
Em junho de 2023, a NCO voltou a colocar em cena a sua produção inaugural de O Barbeiro de Sevilha, de Rossini, no Nichols Flickinger Performing Arts Center.
Os encenadores internacionais da NCO incluem David Grabarkewitz, que dirigiu a produção de Madama Butterfly, de Giacomo Puccini, vencedora de um prémio Emmy, da Ópera da Cidade de Nova Iorque, para Public Broadcasting System (PBS) em 2008 e Marc Verzatt, premiado com o prémio Outstanding Stage Diretor of 2006 pela revista Classical Singer.

## Prémio de Serviço Opera America
Em maio de 2017, a Opera America atribuiu à Nickel City Opera e a Valerian Ruminski, diretor artístico da NCO, o seu Prémio de Serviço anual, que reconhece aqueles que "promovem a ópera nas suas comunidades e trabalham incansavelmente para garantir a mais elevada qualidade artística e serviço comunitário possível". Na cerimónia realizada em Dallas, Marc A. Scorca, presidente e diretor executivo da Opera America, afirmou: "Em nome do pessoal e dos membros da Opera America, aceitem as minhas felicitações e obrigado pela vossa excepcional contribuição para o campo da ópera."

## Estreias mundiais e americanas
Em junho de 2016, a NCO produziu a estreia mundial de SHOT! composta por Persis Vehar com libreto de Gabrielle Vehar, sobre o assassinato do Presidente McKinley produzida no Shea's Performing Arts Center com Michael Ching, maestro e David Grabarkewitz, diretor de cena.
O papel do Presidente William McKinley foi interpretado por Valerian Ruminski, o papel de Ida McKinley foi interpretado por Marieterese Magisano, com John Packard como Leon Czolgosz, Michele Capalbo como Emma Goldman e Fred Furnari como Buffalo Police Superintendent Bull, um coro de 50 cantores e a Orquestra Filarmônica de Buffalo. Os cenários recriaram cenas da Exposição Panamericana de 1901, com projeções de 40 pés de imagens originais da exposição feitas pela Thomas Edison em 1901 e fotografias históricas raras.
Em junho de 2021, a NCO colaborou com o Sotto Voce Vocal Collective para apresentar a estreia mundial da ópera The Second Sight de Jessie Downs.

## Directores

### Directores musicais / Maestros-chefes
Michael Ching foi diretor musical e maestro principal da Nickel City Opera de 2012 a 2017. O seu sucessor, Matthias Manasi, foi diretor musical e maestro principal da NCO de 2017 a 2021. A NCO também recebeu famosos maestros convidados que não constam desta lista.
- Michael Ching (diretor musical 2012-2017)
- Matthias Manasi (diretor musical 2017-2021)

### Diretores de cena
Os encenadores das produções de ópera na NCO incluem encenadores internacionalmente conhecidos, como David Grabarkewitz, que dirigiu a produção da Ópera da Cidade de Nova Iorque de Madama Butterfly de Puccini para a PBS, que ganhou um prémio Emmy em 2008. O encenador Marc Verzatt, que foi premiado como o Melhor Encenador do Ano em 2006 pela revista Classical Singer, também dirigiu produções de ópera na NCO.

## Locais
- Shea's Performing Arts Center (3.019 lugares)
- Teatro Riviera (1149 lugares)
- Teatro Artpark Mainstage (2.400 lugares)
- Anfiteatro Artpark (4.400 lugares)
- Centro de Artes Performativas Nichols Flickinger (460 lugares)